# Síntesis aditiva
Para la síntesis de color, ver Síntesis aditiva de color
La síntesis aditiva es una técnica de síntesis de sonido para crear timbres. 
Los timbres están formados por cantidades variables de armónicos o parciales que cambian a lo largo del tiempo con respecto a un tono o frecuencia fundamental. Los parciales son las ondas que complementan a la onda fundamental para crear un timbre, si las frecuencias de los parciales son múltiplos enteros de la frecuencia fundamental son denominados parciales armónicos, y si son múltiplos reales son denominados no armónicos. 
En la síntesis aditiva es muy importante la utilización de diferentes envolventes que se encargan del manejo de la amplitud sobre cada parcial y es lo que estructura el comportamiento del sonido en el tiempo. 
Para realizar el proceso se hace necesario disponer de un banco de osciladores para que generaren las diferentes ondas que complementan la onda fundamental, cada una con amplitudes y frecuencias diferentes además de su propia envolvente configurable de volumen, creándose un sonido dinámico y realista.

## Teorema de Fourier
El concepto tras la síntesis aditiva se remonta a los descubrimiento del matemático francés Joseph Fourier, él descubrió que las funciones continuas a trozos y periódicas pueden descomponerse como la suma de una serie infinita de funciones continuas. A partir de aquí, se estableció que todas las señales, representadas como una función matemática pueden ser compuestas por una suma de funciones seno ( sin(x) ) de varias frecuencias. En rigor, cualquier sonido periódico en el dominio del tiempo discreto puede sintetizarse como sigue:
{\displaystyle s(n)={\frac {1}{2}}a_{0}(n)+\sum _{k=1}^{k_{\max }}a_{k}(n)\cos \left({\frac {2\pi f_{0}}{F_{s}}}kn\right)-b_{k}(n)\sin \left({\frac {2\pi f_{0}}{F_{s}}}kn\right)}
o
{\displaystyle s(n)={\frac {1}{2}}a_{0}(n)+\sum _{k=1}^{k_{\max }}r_{k}(n)\cos \left({\frac {2\pi f_{0}}{F_{s}}}kn+\varphi _{k}(n)\right)}
donde
{\displaystyle a_{k}(n)=r_{k}(n)\cos \left(\varphi _{k}(n)\right)\,}, {\displaystyle b_{k}(n)=r_{k}(n)\sin \left(\varphi _{k}(n)\right)\,}
y {\displaystyle F_{s}\,} es la frecuencia de muestreo, {\displaystyle f_{0}\,} es la frecuencia fundamental y {\displaystyle k_{\max }<\operatorname {floor} (F_{s}/2f_{0})\,} es el armónico más alto por debajo de la frecuencia de Nyquist. El término de la componente continua DC no es conveniente en la síntesis musical, de forma que se puede eliminar el término a0. Al introducir los coeficientes variables rk(n) permite el uso dinámico de envolventes para modular los osciladores, creándose una forma de onda cuasi-periódica (es decir periódica a corto plazo pero que cambia a largo plazo). La síntesis aditiva puede también crear sonidos no armónicos si las parciales individuales no tienen todas una frecuencia que sea múltiplo de la misma frecuencia fundamental.
Un sintetizador clásico de síntesis aditiva era el Synclavier. El órgano también puede ser considerado un sintetizador aditivo porque cuando el aire pasa a través de los tubos se generan ondas senoidales que se añaden unas a otras para generar tonos. Implementaciones contemporáneas de la síntesis aditiva incluyen la serie K5000 de sintetizadores Kawai y, más recientemente, sintetizadores software como el Camaleón de Camel Audio, Vértigo de discoDSP y el Cube de VirSyn.
Se ha demostrado en Wavetable Synthesis 101, A Fundamental Perspective que la síntesis por tabla de ondas es equivalente a la síntesis aditiva en el caso de que todos los parciales o sobretonos sean armónicos (es decir, todos los sobretonos se hallan en frecuencias que son múltiplos enteros de una frecuencia fundamental del tono, como se muestra en la ecuación anterior). No todos los sonidos musicales tienen parciales armónicos (por ejemplo las campanas musicales), aunque la mayoría sí los tienen. En estos casos se puede conseguir una implementación de síntesis aditiva mediante la síntesis de tabla de ondas. La síntesis aditiva de grupo es un método para agrupar parciales en grupos armónicos de diferentes frecuencias fundamentales para sintetizar cada grupo por separado (con síntesis de tabla de ondas) antes de mezclar el resultado final.